# Madrigueras
Madrigueras és un municipi situat al nord de la província d'Albacete, 32 km al nord de la capital. El seu terme municipal té 72 km² i limita al sud amb el riu Xúquer, que ho separa d'Albacete. Al sud-est limita amb Motilleja, a l'est amb Mahora, amb Villagarcía del Llano (Conca) al nord i a l'oest amb Tarazona de la Mancha.
Té una població de 4.742 habitants (2006), estant gairebé estancada des de 1980 encara que des dels primers anys del segle xxi ve registrant un lleu creixement a causa de la immigració estrangera.
És destacable que en el període de gran emigració que va sofrir la província d'Albacete (1950-1980) Madrigueras va ser dels pocs municipis que no ha perdut població.